# Поворозник Володимир Васильович
Василь Володимирович Поворозник (нар. 15 липня 1951, село Слобода-Болехівська, тепер Долинського району Івано-Франківської області) — український діяч, міліціонер, начальник Городоцького районного відділу внутрішніх справ Хмельницької області, Городоцький міський голова Хмельницької області. Народний депутат України 1-го скликання (у 1992—1994 роках).

## Біографія
Народився у селянській родині.
У 1968—1969 роках — учень Одеського професійно-технічного училища.
У 1969 році — токар Одеського заводу «Автогенмаш».
У 1969—1972 роках — служба у Військово-Морському флоті СРСР на Червонопрапорному Чорноморському флоті.
У 1972—1975 роках — токар колгоспу імені Ілліча села Сокиринці Чемеровецького району Хмельницької області.
У 1975—1977 роках — курсант Івано-Франківської середньої школи міліції.
Член КПРС.
У 1977—1992 роках — слідчий, начальник відділу карного розшуку, заступник начальника, начальник Волочиського районного відділу внутрішніх справ Хмельницької області.
Закінчив Київську вищу школу міліції, юрист-правознавець.
У 1992—2004 роках — начальник Городоцького районного відділу внутрішніх справ Хмельницької області; начальник Дунаєвецького районного відділу внутрішніх справ Хмельницької області.
6.12.1992 року обраний народним депутатом України: 2-й тур, 50,2 %, 3 претенденти. Член Комісії ВР з питань правопорядку та боротьби із злочинністю. До груп, фракцій не входив.
У 2004—2010 роках — начальник, завідувач, методист Хмельницького відділення Київського національного університету внутрішніх справ.
У листопаді 2010 — жовтні 2015 року — Городоцький міський голова Хмельницької області.
З листопада 2015 року — депутат Хмельницької обласної ради від політичної партії «За конкретні справи».
З квітня 2018 року — співголова політичної партії «За конкретні справи», секретар партії.